# Rey de Reyes (1998)
El 1998 Rey de Reyes era el segundo torneo anual de Reyes Rey de la lucha libre profesional y el espectáculo, promovido por Asistencia Asesoría y Administración (AAA). El evento tuvo lugar el 1 de marzo de 1998 en el Toreo de Cuatro Caminos arena en Naucalpan, Estado de México, México. El torneo Rey de Reyes consistió en una ronda semifinal de las cuatro eliminatorias de cuatro hombres y una final con los ganadores de cada una de las semifinales frente a frente en un partido de eliminación hasta que solo un hombre se mantuvo. La final del Torneo Rey de Reyes 1998 enfrentó Perro Aguayo, Latin Lover, Cibernético y Octagon uno contra el otro. Además de los cinco torneo coincide con la feria también contó con un partido de mini-Estrella, una pelea por equipos "Atómicos" de ocho hombres y una Steel Cage Match.

## Resultados
- Mini Abismo Negro, Mini Electroshock y Mini Psicosis derrotaron a La Parkita, Mini Discovery y Octagóncito en un Extreme Rules Match
- Los Payasos Coco Amarillo, Coco Azul, Coco Rojo y Coco Negro) derrotaron a Los Viper's Histeria, Maniaco, Mosco de la Merced y Psicosis
- Octagón derrotó a Sexy Piscis, Máscara Sagrada Jr. y a Fuerza Guerrera en una lucha semifinal por el Rey de Reyes
- Latin Lover derrotó a Blue Demon Jr., Black Demon y Killer en una lucha semifinal por el Rey de Reyes
- El Cibernético derrotó a Shiiba, Perro Aguayo Jr. y a Máscara Sagrada en una lucha semifinal por el Rey de Reyes
- Perro Aguayo derrotó a Electroshock, La Parka y a El Cobarde en una lucha semifinal por el Rey de Reyes
- Antonio y Jorge Brennan derrotaron a Abismo Negro y a Pentagón por medio de la descalificación en una Steel Cage Match
- Octagón derrotó a Latin Lover, El Cibernético y a Perro Aguayo por el Rey de Reyes
  - Octagón ganó la lucha y se convirtió en el Rey de Reyes 1998